# Africa Beach Soccer Cup of Nations
Il campionato africano di beach soccer è la principale competizione internazionale di beach soccer in Africa. Ha l'obiettivo di incoronare la migliore nazione del continente e di qualificare le migliori 2 squadre al campionato mondiale di beach soccer. Questa competizione è stata istituita nel 2006 dopo che la FIFA aveva imposto a tutte le federazioni continentali di organizzare un torneo di qualificazione per il campionato mondiale.
La nazionale più titolata è quella del Senegal che ha vinto per 8 volte la competizione.

## Albo d’oro
| Anno          | Paese                   | Finale     | Finale                  | Finale         | Finale 3º-4º posto | Finale 3º-4º posto      | Finale 3º-4º posto |
| Anno          | Paese                   | Campione   | Risultato               | Secondo        | Terzo              | Risultato               | Quarto             |
| ------------- | ----------------------- | ---------- | ----------------------- | -------------- | ------------------ | ----------------------- | ------------------ |
| 2006 Dettagli | Durban Sudafrica        | Camerun    | 5 – 3                   | Nigeria        | Egitto             | 8 – 3                   | Costa d'Avorio     |
| 2007 Dettagli | Durban Sudafrica        | Nigeria    | 6 – 5                   | Senegal        | Costa d'Avorio     | 2 – 0                   | Sudafrica          |
| 2008 Dettagli | Durban Sudafrica        | Senegal    | 12 – 6                  | Camerun        | Costa d'Avorio     | 6 – 3                   | Egitto             |
| 2009 Dettagli | Durban Sudafrica        | Nigeria    | 7 – 4                   | Costa d'Avorio | Senegal            | 6 – 4                   | Egitto             |
| 2011 Dettagli | Casablanca Marocco      | Senegal    | 7 – 4                   | Nigeria        | Egitto             | 4 – 4 (dts) 1 – 0 (dtr) | Madagascar         |
| 2013 Dettagli | El Jadida Marocco       | Senegal    | 4 – 1                   | Costa d'Avorio | Marocco            | 7 – 2                   | Nigeria            |
| 2015 Dettagli | Roche Caiman Seychelles | Madagascar | 1 – 1 (dts) 2 – 1 (dtr) | Senegal        | Nigeria            | 9 – 1                   | Costa d'Avorio     |
| 2016 Dettagli | Lagos Nigeria           | Senegal    | 8 – 4                   | Nigeria        | Egitto             | 4 – 1                   | Marocco            |
| 2018 Dettagli | Sharm el-Sheikh Egitto  | Senegal    | 6 – 1                   | Nigeria        | Egitto             | 3 – 2                   | Marocco            |
| 2021 Dettagli | Saly Senegal            | Senegal    | 4 – 1                   | Mozambico      | Marocco            | 5 – 3                   | Uganda             |
| 2022 Dettagli | Vilankulo Mozambico     | Senegal    | 2 – 2 (dts) 6 – 5 (dtr) | Egitto         | Marocco            | 6 – 4                   | Mozambico          |
| 2024 Dettagli | Hurghada Egitto         | Senegal    | 6 – 1                   | Mauritania     | Marocco            | 4 – 3                   | Egitto             |

## Medagliere
| Posiz. | Nazione        | Oro | Argento | Bronzo | Totale |
| ------ | -------------- | --- | ------- | ------ | ------ |
| 1      | Senegal        | 8   | 2       | 1      | 11     |
| 2      | Nigeria        | 2   | 4       | 1      | 7      |
| 3      | Camerun        | 1   | 1       | 0      | 2      |
| 4      | Madagascar     | 1   | 0       | 0      | 1      |
| 5      | Costa d'Avorio | 0   | 2       | 2      | 4      |
| 6      | Egitto         | 0   | 1       | 4      | 5      |
| 7      | Mozambico      | 0   | 1       | 0      | 1      |
| 8      | Mauritania     | 0   | 1       | 0      | 1      |
| 9      | Marocco        | 0   | 0       | 4      | 4      |